# Eisenhüttenmuseum Trippstadt
Das Eisenhüttenmuseum ist ein Museum in Trippstadt.

## Lage
Das Museum ist in einer renovierten früheren Schmiede untergebracht, die an der Hauptstraße liegt und die mit der Kreisstraße 50 identisch ist. Im näheren Umkreis befinden sich unter anderem das Trippstadter Schloss, die protestantische Kirche und die katholische Pfarrkirche St. Josef.

## Gebäude
Beim Gebäude handelt es sich um die frühere Schmiede Huber, die bis 1988 betrieben wurde. Im Anschluss wurde diese von der Ortsgemeinde Trippstadt aufgekauft und renoviert.

## Funktion und geschichtlicher Hintergrund
Ab Mitte des 19. Jahrhunderts war Trippstadt ein Zentrum der Eisenhüttenindustrie, ehe diese infolge der Verdrängung der Holzkohle zugunsten der Steinkohle gegen Ende des Jahrhunderts einbrach. Die Eisenverhüttung ab der Zeit des Dreißigjährigen Kriegs ist das Hauptsubjekt des Museums. Im Museum wird gezeigt, wie Schmiede vor 2000 Jahren gearbeitet haben. Außerdem finden vor Ort Schmiedevorführungen statt. Der örtliche Eisenhüttenweg fungiert als Ergänzung zum Museum.